# Osmar Mares
Osmar Mares est un footballeur mexicain né le 17 juin 1987 à Torreón. Il évolue au poste de latéral gauche avec le Club América.

## Biographie

### En club
Le 4 mars 2015, il inscrit un but en Ligue des champions de la CONCACAF, contre le club du Deportivo Saprissa, à l'occasion des quarts de finale de cette compétition.
Retenu pour disputer la Coupe du monde des clubs 2015 organisée au Japon, il dispute à cette occasion un match contre le club congolais du TP Mazembe (défaite 2-1).

### En équipe nationale
Osmar Mares reçoit plusieurs sélections dans la catégorie des moins de 20 ans.
Il participe avec l'équipe du Mexique des moins de 20 ans à la Coupe du monde des moins de 20 ans 2007 organisée au Canada. Lors du mondial junior, il joue un match contre l' Équipe de Nouvelle-Zélande de football des moins de 20 ans.

## Palmarès
- Champion du Mexique (Tournoi d'ouverture) en 2014 avec le Club América
- Champion du Mexique (Tournoi de fermeture) en 2012 avec le Santos Laguna
- Vainqueur de la Ligue des champions de la CONCACAF en 2015 et 2016 avec le Club América